# Gare de Viviers-du-Lac
Gare de Viviers-du-Lac – przystanek kolejowy w Viviers-du-Lac, w departamencie Sabaudia, w regionie Owernia-Rodan-Alpy, we Francji.
Jest przystankiem kolejowym Société nationale des chemins de fer français (SNCF), obsługiwaną przez pociągi TER Rhône-Alpes.

## Położenie
Znajduje się na wysokości 263 m n.p.m., na km 128,286, pomiędzy stacjami Aix-les-Bains-Le Revard i Chambéry-Challes-les-Eaux.